# Пронін Сергій Валерійович
Сергі́й Вале́рійович Про́нін — солдат Збройних сил України, місце дислокації частини в мирний час — Житомирська область. учасник російсько-української війни

## З життєпису
24 травня 2014 року біля Рубіжного Луганської області зазнав важкого вогнепальне сліпе проникаюче поранення черепа і головного мозку, перебував в комі. За уздоровленням слідкували батьки.
12 січня 2015 року в Кропивницькому був проведений концерт на підтримку пораненому солдату, проте грошей було зібрано небагато.

## Нагороди
26 липня 2014 року — за особисту мужність і героїзм, виявлені у захисті державного суверенітету та територіальної цілісності України, вірність військовій присязі під час російсько-української війни, відзначений — нагороджений орденом «За мужність» III ступеня.